# ロマンティック・コメディ
ロマンティック・コメディ（英: romantic comedy, 英語の日常的な短縮形ではromcomあるいはrom-com)は、映画のジャンルのひとつで、恋愛映画であり、かつ（AND）、コメディ映画であるもの。恋愛をテーマにしたコメディ。
カタカナの略称はロムコムあるいはロマコメ。あえて漢字をあてる場合は「恋愛喜劇」とも。

## 解説
関係性に決着がつかず宙ぶらりんの状況であり続けるという定義は概ね認知されているものであり、ロマンティック・コメディとラブコメはまったく違うものであると玉井建也は述べる。
男女の間の感情を中心に面白おかしいストーリーが展開する作品。
原型としてはシェイクスピアの戯曲『十二夜』、『空騒ぎ』、『夏の夜の夢』等が挙げられる。
もちろんこのジャンル名は演劇などにも使われるが、現代では映画やテレビドラマが話題となることが多い。
女性の観客や視聴者からの人気は高いが、男性からはさほど人気が無いジャンルである。2018年に男女別で、アメリカで各ジャンルへの興味があるかどうか調査が行われたことがあるが、コメディやアドベンチャーというジャンルは男女でほぼ同率（コメディは女性91%、男性90%。アドベンチャーは女性89%、男性90%）なのに対し、ロマンティック・コメディというジャンルは、女性が84%に対して男性が67%、と極端に男女差がつくジャンルである。（ちなみに恋愛映画も男女差が激しく、女性77%、男性55%。つまり男性は、恋愛映画にもロマンティック・コメディにもさほど興味が無い、という傾向がある。）
映画

典型的なストーリーは、「男と女が出会うが、初対面での印象が悪くお互いに好意を持てず、その後も会うたびに口喧嘩になる。ところが、行動を共にし協力し合わなければならない事態に遭遇し、お互いのことをよく知るようになり惹かれ合っていく。そして、お互いの気持ちをなかなか伝えられずにいるが、最後には結ばれてハッピーエンド」というものである。ただし『ローマの休日』や『ラ・ラ・ランド』のように互いの気持ちが通じ合っても別れ別れになるエンディングを迎えるロマンティック・コメディもある。
メグ・ライアンは、一時期その出演作のほとんどがロマンティック・コメディで、ヒット作も多かったことから、「ロマンティック・コメディの女王」と呼ばれていた。

## 語源
英語表現のromantic comedyは、romanticとcomedyに分解できる。
romanticの現代的意味と語源
romanticは「恋愛の」「男女の性愛の」などといった意味である。
語源をたどると、中世ヨーロッパの騎士道物語の特徴を形容するために用いられた「romanz」（「古代ローマの」「古代ローマ風の」）という17世紀の古フランス語に由来する。
comedyの語源
comedyの語源は、ラテン語のcomoedia。そのラテン語の語源は古代ギリシア語のkōmōidia。

## 代表的な映画作品
英語圏
- ローマの休日 Roman Holiday（アメリカ、1953年）
- マネキン Mannequin（アメリカ、1987年）
- 愛しのロクサーヌ Roxanne (アメリカ、1987年)
- 恋人たちの予感 When Harry Met Sally...（アメリカ、1989年）
- プリティ・ウーマン Pretty Woman（アメリカ、1990年）
- グリーン・カード Green Card（アメリカ、1990年）
- 星に想いをI.Q.（アメリカ、1994年）
- ユー・ガット・メール You've Got Mail（アメリカ、1998年）
- メリーに首ったけ There's Something About Mary（アメリカ、1998年）
- 恋のからさわぎ 10 Things I Hate About You（アメリカ、1999年）
- ノッティングヒルの恋人 Notting Hill（イギリス、1999年）
- キューティ・ブロンド Legally Blonde（アメリカ、2001年）
- ブリジット・ジョーンズの日記 Bridget Jones's Diary（イギリス・アメリカ・フランス、2001年）
- ラブ・アクチュアリー Love Actually（イギリス・アメリカ・フランス、2003年）
- ラ・ラ・ランド La La Land（アメリカ、2016年）

フランス語圏
- コニャックの男  Les Mariés de l'an II（フランス、1971年）
- 日曜日が待ち遠しい! Vivement dimanche! (フランス、1983年)
- アメリ Le Fabuleux Destin d'Amélie Poulain (フランス、2001年)
- スパニッシュ・アパートメント L'Auberge espagnole (フランス・スペイン、2002年)
- ロシアン・ドールズ Les Poupées russes (フランス・イギリス、2005年)
- 屋根裏部屋のマリアたち Les Femmes du 6e étage (2011年)
- アーティスト (映画)  L'Artiste (フランス・ベルギー・アメリカ合作、2011年)
- タイピスト! Populaire (2012年)
- ニューヨークの巴里夫 Casse-tête chinois (フランス・ベルギー・アメリカ、2013年)
- 英雄は嘘がお好き Le Retour du héros (フランス・ベルギー、2013年）

Category:フランスのロマンティック・コメディ映画も参照。
イタリア
- 殿方ごろし Pane, amore e... (1955年)
- 昨日・今日・明日 Ieri, oggi, domani (1963年)
- ああ結婚 Matrimonio all'italiana (1964年)

Category:イタリアのロマンティック・コメディ映画も参照。
他　ヨーロッパ系
- おっぱいとお月さま (スペイン語・フランス語、1994年)

韓国
- 猟奇的な彼女 (2001年)
- B型の彼氏 (2005年)
- マイ・リトル・ブライド（2004年、韓国語題：어린 신부 en:My Little Bride）

　　※2004年の韓国映画として韓国国内でチケット販売数2位だった、とのこと（日本未公開、amazon prime videoの配信などのみ）
Category:韓国のロマンティック・コメディ映画も参照。
下記カテゴリページも参照可。
- Category:各国のロマンティック・コメディ映画
- Category:ロマンティック・コメディ

## 代表的なテレビドラマ
Category:ロマンティック・コメディ・テレビドラマも参照可。